# Acrobasis pseudomalazella
Acrobasis pseudomalazella is een vlinder van de familie van de snuitmotten (Pyralidae). De wetenschappelijke naam van deze soort is voor het eerst voorgesteld als Gaana pseudomalazella door Rolf-Ulrich Roesler in een publicatie uit 1982.
De soort komt voor op Madagaskar.